# Keo tai tượng
Keo tai tượng (danh pháp hai phần: Acacia mangium), còn có tên khác là keo lá to, keo đại, keo mỡ, keo hạt là một cây thuộc phân họ Trinh nữ (Mimosoideae). Địa bàn sinh sống của chúng ở Úc và châu Á. Người ta sử dụng keo tai tượng để quản lý môi trường và lấy gỗ. Cây keo tai tượng có thể cao 30 m với thân thẳng. Được trồng nhiều để cải tạo đất đai, chống xói mòn đất.

## Đặc điểm
Keo tai tượng là dạng cây gỗ lớn, chiều cao từ 7–30 m. Đường kính từ 25–35 cm. Keo tai tương thích hợp nơi có nhiệt độ bình quân năm 23-24oC, lương mưa từ 1.800- 2.000 mm. Keo tai tượng là loài cây ưa đất ẩm, thành phần cơ giới trung bình và thoát nước. Vì vậy nên tiến hành trồng rừng sau khi trời mưa hoặc trồng đón mưa trước 1-3 ngày. Có thể trồng tập trung hoặc phân tán đều được. 
Ở Việt Nam, Keo tai tượng được trồng rừng với mục đích chủ yếu là cải tạo môi trường sinh thái và sản xuất gỗ nhỏ, gỗ nguyên liệu cho ngành công nghiệp chế biến bột giấy, gỗ ván dăm,...
Một lô rừng Keo tai tượng xuất xứ Cardwell của Viện nghiên cứu cây nguyên liệu giấy (FRC) đã được MARD công nhận đủ tiêu chuẩn rừng giống. Một vài khảo nghiệm hậu thế của lô rừng giống FRC đã cho thấy ở Tuyên Quang, sau trồng 24 tháng, tốc độ sinh trưởng chiều cao đạt 2,5-3m/năm. Hiện nay, nó có khả năng sản xuất mỗi năm khoảng 200–250 kg hạt giống.

## Hình ảnh

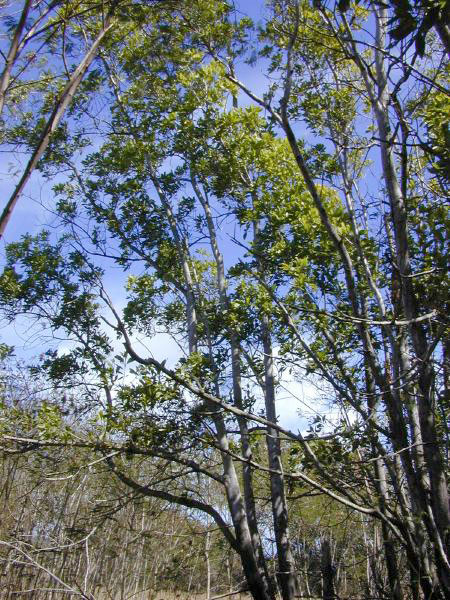
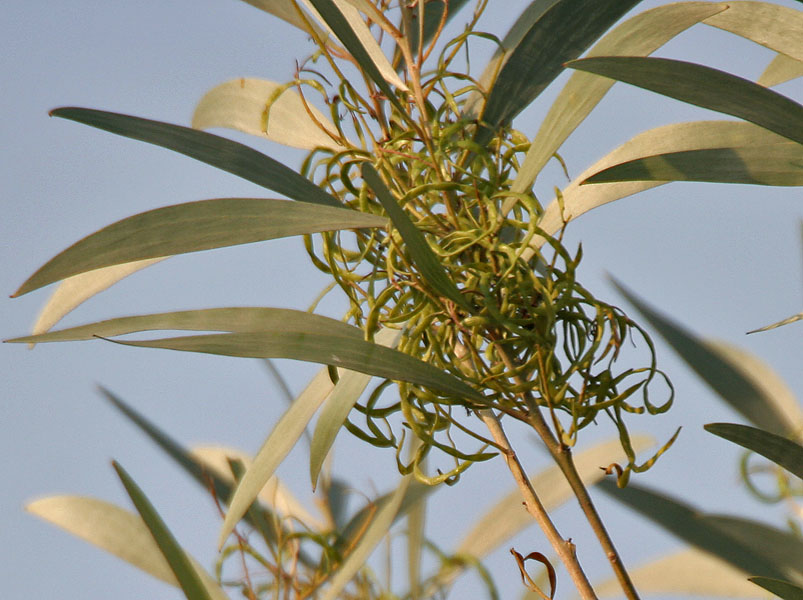
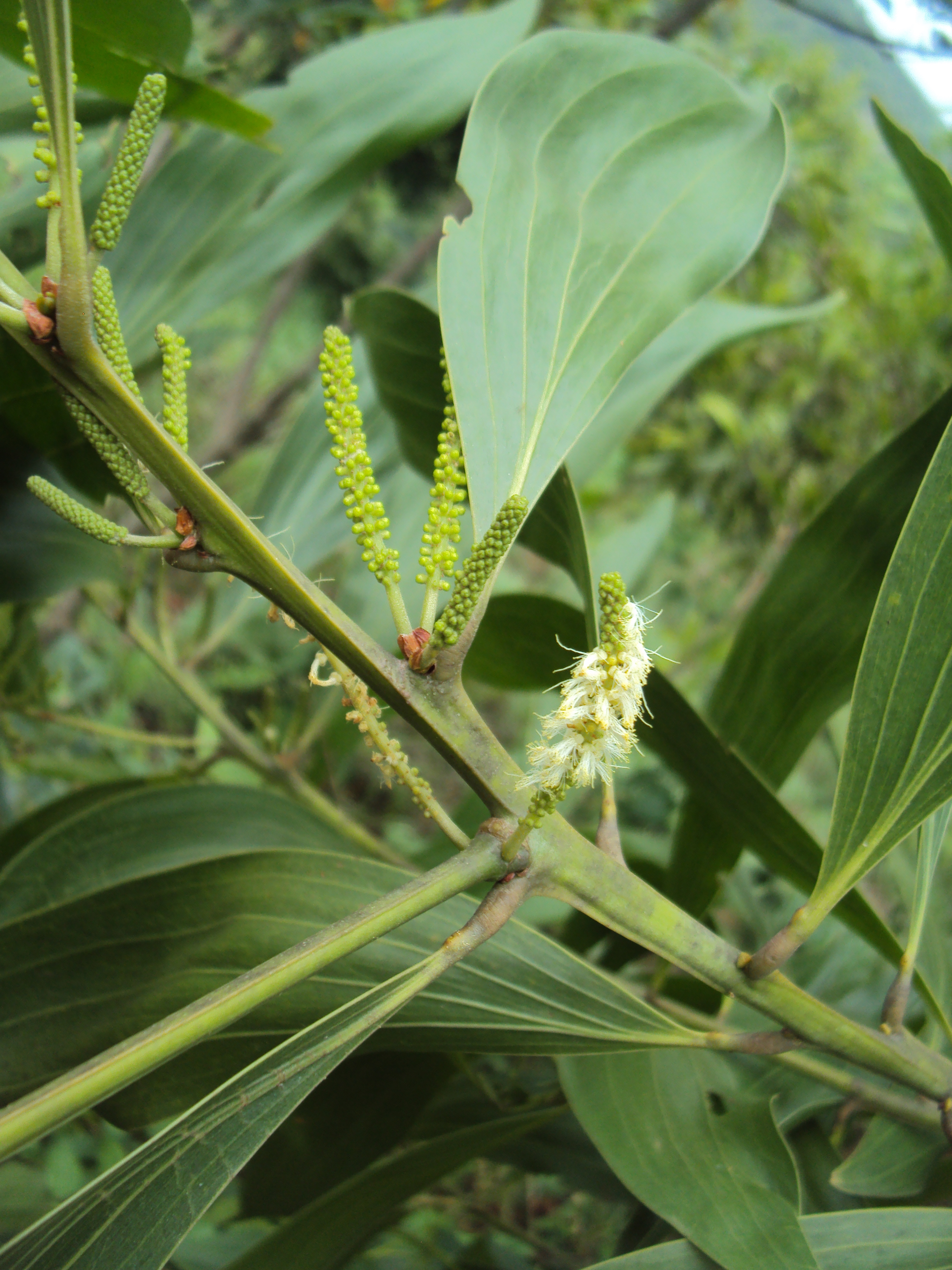
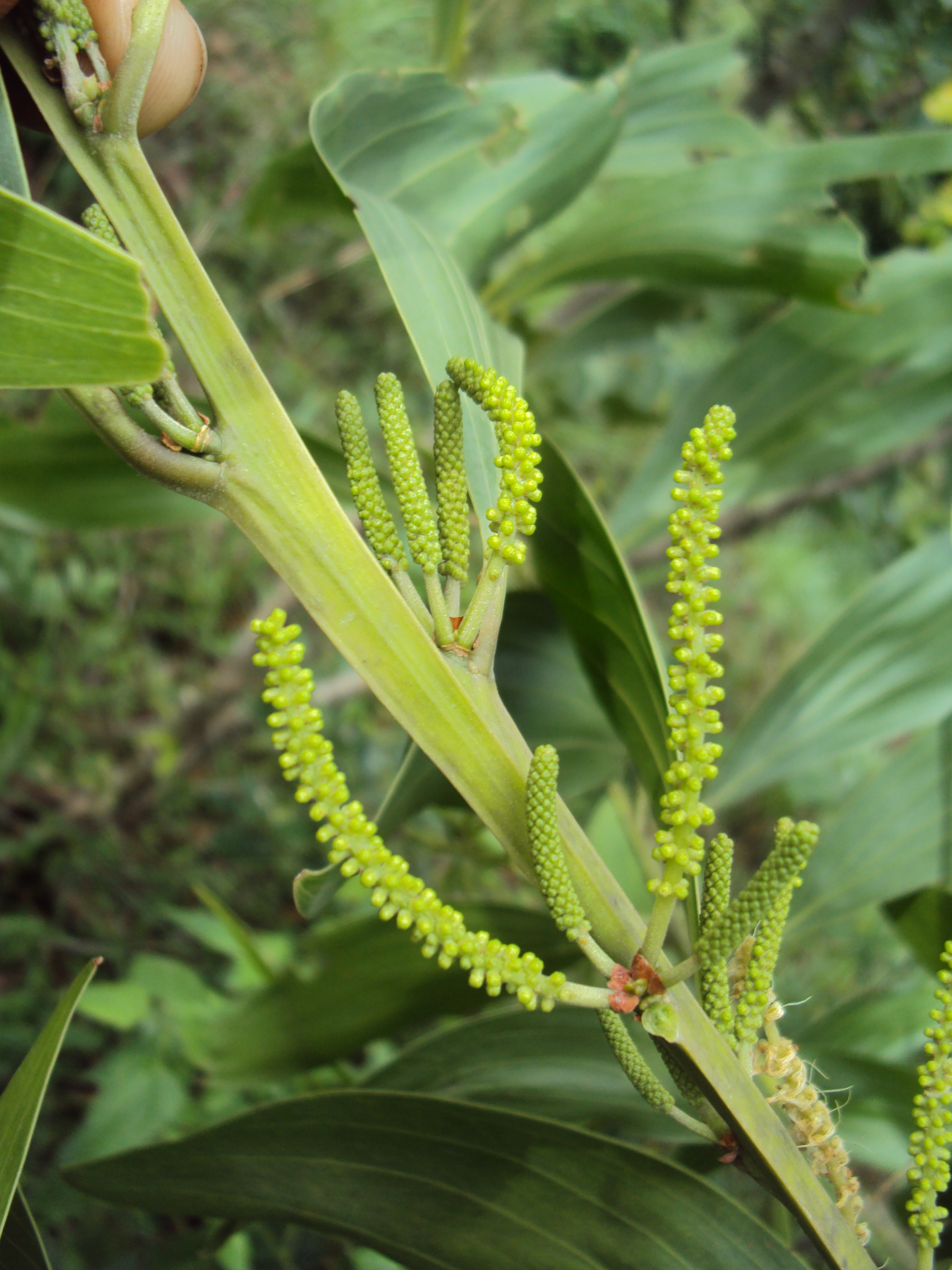